# Tricyrtis nana
Tricyrtis nana là một loài thực vật có hoa trong họ Măng tây. Loài này được Yatabe miêu tả khoa học đầu tiên năm 1893.